# Mescherbergloop
De Mescherbergloop is een zware hardloopwedstrijd, die jaarlijks op de derde zondag in december wordt georganiseerd door de Maasrunners uit Eijsden.

## Parcours
Het parcours is onverhard en loopt grotendeels door het Savelsbos en de heuvels rond het dorpje Mesch, de start is in Mariadorp. De lengte van het parcours is 16 km en grotendeels onverhard. Het zwaarste gedeelte van het parcours wordt gevormd door een 180 treden tellende trap in het Savelsbos. Er is ook een korte bergloop van 10 km en een 'prestatieloop' van 6 km, beide zonder trappenpad.

## De 30 mooiste
De Mescherbergloop wordt tevens vermeld in het boek De 30 mooiste, waarin de dertig mooiste hardloopevenementen van Nederland worden beschreven.

## Winnaars vorige edities
| Jaar | Heren                                | Dames                                |
| ---- | ------------------------------------ | ------------------------------------ |
| 2022 | Menno Koolhaas                       | Leonie Balter                        |
| 2021 | Geannuleerd                          | Geannuleerd                          |
| 2020 | Uitgesteld vanwege de coronapandemie | Uitgesteld vanwege de coronapandemie |
| 2019 | Roel Wijmenga                        | Renée Vranken                        |
| 2018 | Roel Wijmenga                        | Rani Škrabanja                       |
| 2017 | Roel Wijmenga                        | Ellis Jacobs                         |
| 2016 | Jonathan Wayaffe                     | Renée Vranken                        |
| 2015 | Marco Akershoek                      | Renée Vranken                        |
| 2014 | Patrick Stitzinger                   | Maaike Caelers                       |
| 2013 | Vincent Nardozza                     | Eveline Martens                      |
| 2012 | Ricardo Floris                       | Maud Golsteyn                        |
| 2011 | Joost van den Ende                   | Renée Vranken                        |
| 2010 | Roger Smeets                         | Evelien Ruijters                     |
| 2009 | Luc van Es                           | Evelien Ruijters                     |
| 2008 | Luc van Es                           | Isabelle Sluysmans                   |
| 2007 | Jean-Francois Charlier               | Isabelle Sluysmans                   |
| 2006 | Roger Smeets                         | Isabelle Sluysmans                   |
| 2005 | M'Barek Achaki                       | Ellis Jacobs                         |
| 2004 | Roger Smeets                         | Isabelle Sluysmans                   |